# Luís Fernando Martinez
Luís Fernando Lojudice Martinez (* 21. April 1980 in Magda) ist ein ehemaliger brasilianischer Fußballspieler.

## Karriere
Martinez begann seine Karriere 1998 beim Erstligisten Guarani FC. 2001 wechselte er zu SC Internacional. 2002 kehrte er zu Guarani FC zurück. 2003 wechselte er zu Cruzeiro EC. Mit dem Verein wurde er 2003 brasilianischer Meister und gewann er den Copa do Brasil 2003. Von 2007 bis 2008 war er bei SE Palmeiras unter Vertrag. 2009 wechselte er zum japanischen Zweitligisten Cerezo Osaka. 2009 feierte er mit dem Verein die Zweitligameisterschaft und den Aufstieg in die erste Liga. Für den Verein bestritt er 89 Ligaspiele und schoss dabei 10 Tore. 2012 kehrte er nach Brasilien zurück. Hier spielte er bis 2014 für Náutico Capibaribe und Criciúma EC.